# Cleopas Kundiona
Pas d'image ? Cliquez ici

a Compétitions nationales et continentales officielles uniquement.

b Matchs officiels uniquement.
Dernière mise à jour le 25 juin 2022.
Cleopas Kundiona est un joueur zimbabwéen de rugby à XV, qui évolue au poste de pilier au sein de l'effectif de l'USON Nevers depuis 2022.

## Biographie
Cleopas Kundiona commence le rugby au lycée, au Falcon College (en), dans la région du Matabeleland. S'il débute logiquement dans la troisième équipe du lycée, il va rapidement grimper les échelons pour intégrer l'équipe première, puis en devenir le capitaine en 2017. Ses prestations ne passent pas inaperçus, puisqu'il intègre l'équipe du Zimbabwe des moins de 18 ans à l'occasion de la Craven Week en 2015 et en 2016.
Repéré par l'ancien international Gerald Sibanda, il est envoyé en 2019 à Johannesburg, rejoignant le Raiders RC. En 2019, une franchise zimbabwéenne est engagée en Rugby Challenge, pour laquelle Cleopas Kundiona est engagé. Ses prestations en Rugby Challenge ne restent pas inaperçues, et il intègre dès la fin de la compétition l'académie des Sharks, pour laquelle il s'engage pour deux ans et demi.
Mais fin 2020, il n'est pas conservé par les Sharks qui le libèrent prématurément, alors qu'il n'aura jamais joué dans une compétition sénior pour eux. Il rebondit quelques mois plus tard en signant en France, rejoignant le SO Chambéry qui évolue en Nationale. Il se met très vite en valeur, et est signé dès janvier par Nevers (Pro D2) pour la saison suivante. A l'intersaison, il rejoint la nouvelle franchise zimbabwéenne créer pour préparer la qualification pour la coupe du monde, les Goshawks.

### Sélection nationale
Après ses apparitions en Craven Week, il participe en 2018 au Trophée Barthés sous les couleurs de sa sélection nationale espoir, inscrivant notamment un essai face à la Namibie.
La même année, il débute en sélection nationale, lors de la Coupe d'Afrique, face au Kenya. puis à l'Ouganda.
Il retrouve le niveau international en 2021, lors du premier tour de la Coupe d'Afrique.

## Statistiques

### En sélection
| Année | Compétition           | Matchs | Points | Essais | Transf. | Drops | Pénal. |
| ----- | --------------------- | ------ | ------ | ------ | ------- | ----- | ------ |
| 2018  | Rugby Africa Gold Cup | 2      | -      | -      | -       | -     | -      |
| 2021  | Rugby Africa Gold Cup | 2      | -      | -      | -       | -     | -      |
| Total | Total                 | 4      | -      | -      | -       | -     | -      |